# Glympis subochrotalis
Glympis subochrotalis är en fjärilsart som beskrevs av Paul Dognin 1912. Glympis subochrotalis ingår i släktet Glympis och familjen nattflyn. Inga underarter finns listade i Catalogue of Life.